# Торговля людьми в Зимбабве
Зимбабве является страной происхождения, транзита и назначения мужчин, женщин и детей, ставших предметом торговли в целях принудительного труда и сексуальной эксплуатации. Масштабная миграция зимбабвийцев в соседние страны, поскольку они бегут от все более отчаянной ситуации дома, увеличилась, и НПО, международные организации и правительства соседних стран сообщают о росте числа этих зимбабвийцев, сталкивающихся с условиями эксплуатации, включая торговлю людьми. Мужчины, женщины и дети из сельских районов Зимбабве переправляются внутри страны на фермы для сельскохозяйственного труда и в качестве домашней прислуги, а также в города для домашнего труда и коммерческой сексуальной эксплуатации. Женщин и детей продают для домашнего труда и сексуальной эксплуатации, в том числе в публичных домах, по обе стороны границ с Ботсваной, Мозамбиком, Южной Африкой и Замбией. Молодых людей и юношей переправляют в Южную Африку для работы на фермах, часто они месяцами работают в Южной Африке без оплаты, прежде чем «работодатели» арестовывают их и депортируют как нелегальных иммигрантов. Молодых женщин и девочек заманивают в Южную Африку, Китайскую Народную Республику, Египет, Соединённое Королевство, США и Канада с ложными предложениями о трудоустройстве, которые приводят к принудительному домашнему труду или коммерческой сексуальной эксплуатации. Мужчины, женщины и дети из Демократической Республики Конго, Малави, Мозамбика и Замбии переправляются через Зимбабве по пути в Южную Африку. Небольшое число южноафриканских девочек продают в Зимбабве для использования в качестве домашней прислуги. Усилия правительства по борьбе с торговлей людьми в домашних условиях активизировались с принятием Национального плана действий (НПД), а также Закона о торговле людьми 2014 года. Кроме того, ситуация с торговлей людьми в стране ухудшается, поскольку всё больше населения становится уязвимым из-за ухудшения социально-экономических условий.
Управление Государственного департамента США по мониторингу и борьбе с торговлей людьми перевело Зимбабве на «уровень 2» в 2019 году.

## Определение
Протокол о предупреждении и пресечении торговли людьми, особенно женщинами и детьми, и наказании за неё был принят Генеральной Ассамблеей Организации Объединенных Наций в 2000 году с целью определения торговли людьми. В таких обстоятельствах, как торговля людьми, определение чрезвычайно важно, поскольку для того, чтобы преследовать в судебном порядке пойманных лиц и предъявлять им обвинения, их действия должны подпадать непосредственно под действие указанного закона. Это определение торговли людьми включает «вербовку, транспортировку, передачу, укрывательство или получение людей путем применения силы или других средств принуждения с целью эксплуатации».
Протокол, один из трёх, принятых ООН под названием Палермские протоколы, продолжает свое определение эксплуатации, заявляя, что оно должно включать «эксплуатацию проституции других лиц или другие формы сексуальной эксплуатации, принудительный труд … рабство…извлечение органов…».

## Отчёт о торговле людьми
Отчёт о торговле людьми (TIP) — это отчёт, который ежегодно выпускается Управлением по мониторингу и борьбе с торговлей людьми департамента правительства США для привлечения иностранных государств к ответственности за проблемы торговли людьми. Согласно отчёту о торговле людьми за 2019 год, Зимбабве является страной «уровня 2», и OMCTP поместил страну в «Список наблюдения уровня 2» в 2019 году. Страна уровня 2 — это страна, которая не соответствует минимальным стандартам, установленным офисом TIP, но прилагает усилия для этого. Зимбабве была повышена до уровня 2 по сравнению с предыдущим годом из-за её усилий по борьбе с торговлей людьми посредством расширения сотрудничества с некоторыми НПО в Африке для выявления жертв.

### Судебное преследование
Зимбабве сосредоточилась на формировании действующей в настоящее время политики правоохранительных органов с целью сокращения случаев торговли людьми. Хотя с 2014 года было принято несколько новых законов, таких как Закон о торговле людьми 2014 года, детали и термины, определённые в этих актах, затрудняют судебное преследование торговцев людьми. Усилия правительства по обеспечению соблюдения законов о борьбе с торговлей людьми продолжались со времени предыдущего доклада, и были предприняты усилия по улучшению международного сотрудничества и ведения дел. Зимбабве не запрещает все формы торговли людьми, хотя существующие законы запрещают принудительный труд и многочисленные формы сексуальной эксплуатации. В 2014 году правительство Зимбабве приняло Закон о торговле людьми 2014 года, который смог дать определение торговли людьми, но не смог определить или криминализировать «эксплуатацию», как того требует ООН от стран.
Хотя нередко задержанный остаётся под стражей в течение длительных периодов — в некоторых случаях нескольких лет — до того, как дело будет рассмотрено в суде, трёхмесячная забастовка магистратов, прокуроров и судебного персонала усугубила накопившиеся дела, ожидающие судебного разбирательства. Полиция Зимбабве предприняла согласованные усилия, чтобы остановить коммерческую сексуальную эксплуатацию по всей стране, арестовывая как лиц, занимающихся проституцией, так и их клиентов; задержанные несовершеннолетние не содержались под стражей, но вместо этого были опрошены полицейским отделом по работе с жертвами и направлены на консультацию. В 2007 году Отдел по борьбе с торговлей людьми Отделения Зимбабве Интерпола, укомплектованный детективами полиции Зимбабве, принимал участие в международных расследованиях торговли людьми совместно с отделениями Интерпола в Малави, Мозамбике, Южной Африке, Соединенном Королевстве и Замбии. Правительство не проводило специализированную подготовку по борьбе с торговлей людьми; однако правительственные чиновники посетили 10 учебных семинаров Международной организации по миграции, которые были посвящены торговле людьми и признанию жертв. С тех пор правительственные чиновники Зимбабве значительно расширили сотрудничество с НПО и другими международными организациями, что позволило правоохранительным органам получать больше данных о торговле людьми.
В 2017 году правительство привлекло к ответственности одного торговца людьми за эксплуатацию зимбабвийцев как для принудительного труда, так и для сексуальной эксплуатации в Кувейте. Судебный процесс начался в начале 2017 года, и несколько жертв смогли дать показания против торговца людьми, в результате чего её признали виновной по пяти пунктам обвинения в торговле людьми и приговорили к 50 годам тюремного заключения к декабрю того же года. Однако торговец людьми, Норест Марума, был освобождён, отсидев всего два года в женской тюрьме Чикуруби.

### Защита
Растущее число нелегальных мигрантов, депортированных из Южной Африки и Ботсваны, в сочетании с катастрофической нехваткой ресурсов серьезно затруднили способность правительства эффективно выявлять жертв торговли людьми среди возвращенцев. Департамент иммиграции потребовал, чтобы все депортированные, возвращающиеся из Южной Африки через пограничный переход Байтбриджа, присутствовали на брифинге под руководством МОМ по безопасной миграции, который включает обсуждение торговли людьми и услуг МОМ по оказанию помощи. Окружной совет Байтбриджа нанимает сотрудника по защите детей и созывает комитет по защите детей. В 2007 году правительство выделило МОМ землю для создания второго центра приема в Пламтри для зимбабвийцев, депортированных из Ботсваны. Хотя правительство имеет установленный процесс направления жертв в международные организации и НПО, которые предоставляют убежище и другие услуги, в 2007 году правительство в основном зависело от этих организаций в выявлении жертв торговли людьми и оповещении властей. Отделение Интерпола Зимбабве, Департамент иммиграции и Департамент социального обеспечения координировали оказание помощи жертвам с властями Южной Африки в текущих делах в течение отчетного периода. Однако с каждым годом, начиная с 2007 года, правительственные чиновники Зимбабве смогли идентифицировать всё больше и больше жертв.
Правительство сообщило о выявлении 118 жертв торговли людьми в 2017 и 2018 годах. Многие из этих случаев были результатом работы горячих линий НПО, созданных правительством Зимбабве, а также установленных партнеров еще в 2007 году, хотя ни один из 10 случаев, которые были выявлены правительственными чиновниками, не произошел в Зимбабве.
Хотя Закон о торговле людьми 2014 года обязывал правительство Зимбабве создавать приюты, консультирования, реабилитационные центры и службы реинтеграции, никаких усилий для этого не предпринималось. НПО, которые предоставили некоторые из этих услуг жертвам торговли людьми, будь то в Зимбабве или за ее пределами, не получили никакого государственного финансирования или поддержки, что затрудняет для них дальнейшее оказание адекватной помощи этим жертвам.
Министерство государственной службы, труда и социального обеспечения (MPSLSW) создало систему в Зимбабве и сотрудничало с правительством, в рамках которой выявленные жертвы торговли людьми могли давать показания и сотрудничать с определёнными НПО и соцработником социального обеспечения, чтобы пролить свет на их конкретные случаи. С помощью этой системы MPSLSW и правительство Зимбабве смогли собрать данные от группы из десяти жертв, которые помогли бы им продолжить расследование по этому вопросу. Благодаря этой новой системе потерпевшие смогли пройти через судебные разбирательства с меньшими трудностями. Сотрудники полиции и другие правительственные чиновники смогли объяснить свой судебный процесс и то, как эти жертвы будут продвигаться дальше. Эта структура была создана для того, чтобы торговцы людьми не могли связаться со своими жертвами во время судебного процесса. Однако, несмотря на все эти усилия, правительство сообщило о некоторых случаях, когда торговцы людьми смогли «получить доступ к жертвам или их семьям во время судебных разбирательств, чтобы скомпрометировать показания свидетелей».

### Профилактика
За последнее десятилетие, и особенно с 2016 года, в стране резко возросли усилия по предотвращению торговли людьми. Межведомственный комитет по борьбе с торговлей людьми (ATIMC) внедрил Национальный план действий (НПД) в целях борьбы с торговлей людьми и предотвращения её возникновения путем обучения определённых должностных лиц. Эти целевые тренинги будут сосредоточены на определенных показателях торговли людьми и всех законах, которые касаются темы торговли людьми, характерной для их страны.
В течение 2007 года все четыре радиостанции, контролируемые правительством, транслировали объявления государственной службы Международной организации по миграции восемь раз в день на пяти языках в периоды пиковой миграции. В январе 2008 года правительство подписало меморандум о взаимопонимании с правительством Южной Африки в отношении совместного проекта по упорядочению статуса незаконных зимбабвийских сельскохозяйственных рабочих-мигрантов в провинции Лимпопо в Южной Африке и обеспечению им надлежащих условий трудоустройства. Межведомственная целевая группа по борьбе с торговлей людьми не предпринимала никаких конкретных действий в течение этого периода. Их первое по-настоящему значимое действие началось примерно в 2017 году, когда был реализован НПД. С момента внедрения ATIMC ежеквартально собирается для обсуждения дальнейших усилий по предотвращению торговли людьми в Зимбабве.
Правительство повысило свой предыдущий уровень усилий по повышению осведомленности о борьбе с торговлей людьми в 2019 году. Тем не менее, очевидно, что всё ещё существует общее непонимание проблемы торговли людьми в правительственных учреждениях, особенно на местном уровне. Хотя высокопоставленные правительственные чиновники часто говорили об опасностях торговли людьми и нелегальной миграции, а государственные СМИ печатали и транслировали предупреждения о мошенничестве при приеме на работу и эксплуатации условий труда. Эти должностные лица разработали новые программы и провели обучение сотрудников правоохранительных органов и судебной системы.
Наиболее значительным препятствием, с которым правительству Зимбабве и партнерам приходилось сталкиваться для предотвращения торговли людьми, является выделение средств. Правительство полагается на международные организации и другие НПО в их усилиях по повышению осведомлённости о проблеме в Зимбабве, что является первым шагом в любой программе профилактики, связанной с торговлей людьми. Хотя были некоторые финансируемые правительством информационные программы, Национальный план действий получил незначительную поддержку со стороны правительства в их деятельности.